# Шпиц, Рене Арпад
Рене́ Арпад Шпиц (допустимо также Спитс, Спиц; англ. René Árpád Spitz; 29 января 1887, Вена — 14 сентября 1974, Денвер) — австро-американский психоаналитик.

## Биография

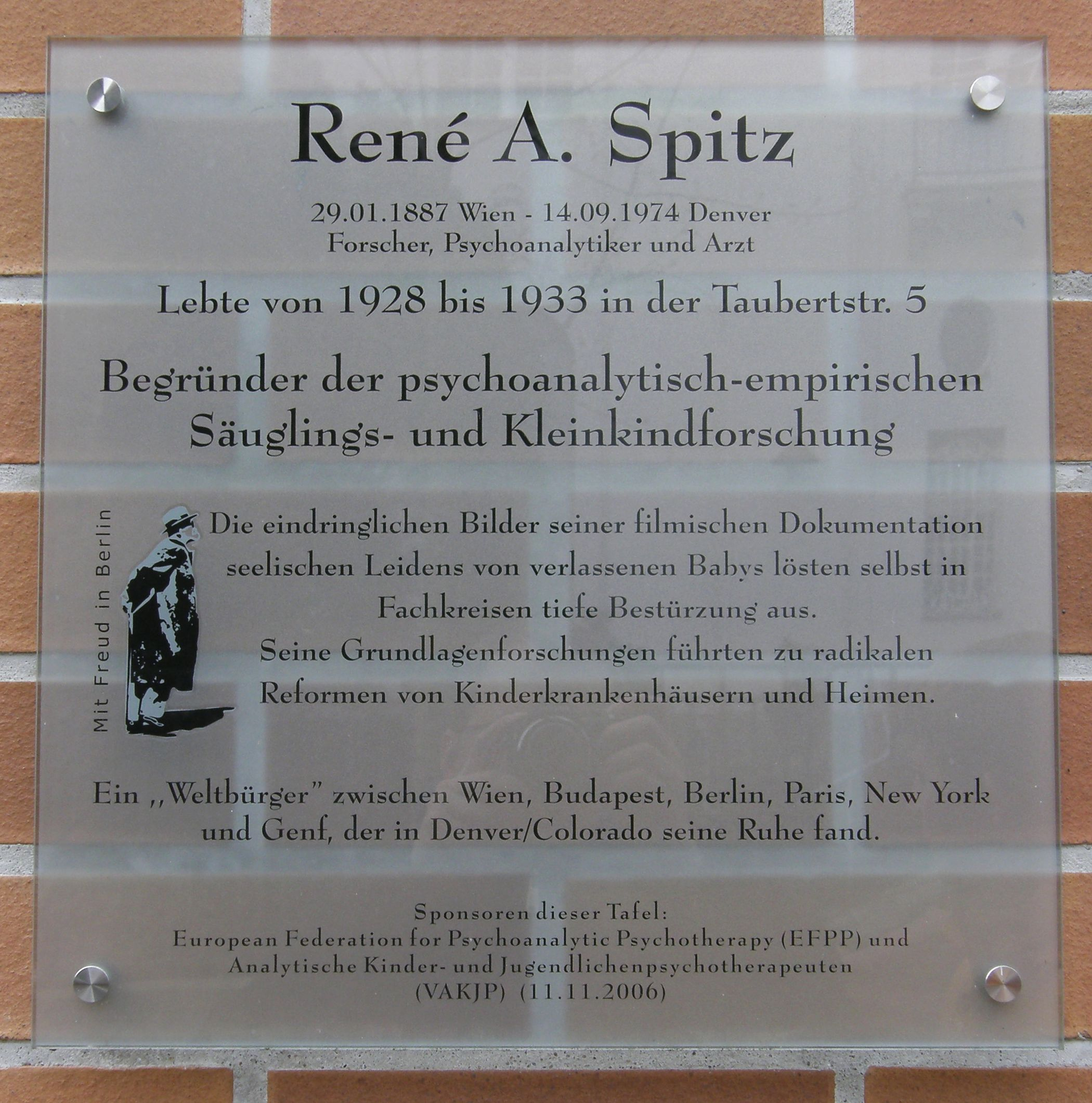
Памятная доска Р. Шпицу в Берлине.

Рене Шпиц родился в Вене, Австрия (Австро-Венгрия). Большая часть детства прошла в Венгрии. Изучал медицину в Будапеште, Лозанне, Берлине. В 1911 прошёл учебный курс у Зигмунда Фрейда. Участвовал в Первой мировой войне. С 1926 работал в Вене, с 1930 — в Берлинском психоаналитическом институте, с 1932 — в Парижском педагогическом институте. После эмиграции в США (1939) работал психиатром в больнице, приглашённым профессором психологии в нескольких университетах, с 1956 — профессор психиатрии в Колорадском университете.

## Научная деятельность
В 1935 году Рене Шпиц приступил к систематическим исследованиям в области детского психоанализа, при этом он основывался на идеях своего учителя — З. Фрейда. Используемые Шпицем методы: прямое наблюдение, киносъёмка, тестирование младенцев, лонгитюдные исследования. Шпиц был одним из первых учёных, проводивших интегрированные, экспериментальные психоаналитические исследования младенцев. Шпиц изучал созревание и развитие психологической сферы личности ребенка: коммуникации, языка, взаимоотношений между матерью и ребёнком как фактора, решающе сказывающегося на развитии всех социальных отношений.
Шпиц выявил последствия для интеллектуального и аффективного развития ребенка, возникающие при раннем разлучении с матерью и при отсутствии или ограничении взаимоотношений с другими людьми. Для частичной эмоциональной депривации Шпиц ввел термин «анаклитическая депрессия». Он пришел к выводу, что потребность в контакте появляется у ребенка в возрасте 6 месяцев. Именно тот факт, что до полугода младенец имел контакт с любящей матерью, а потом его лишился, является причиной возникновения анаклитической депрессии. Если мать возвращается до истечения срока три-пять месяцев с момента разлуки, то младенец выздоравливает. Более длительная разлука с любимым объектом в случае, когда другие объектные отношения за это время не возникают, приводит к необратимым изменениям в психике ребенка, ребёнок не развивается нормально физически, умственно и духовно. Эту полную депривацию Шпиц называл «госпитализм».
В 1945 году Шпиц исследовал госпитализм в детских воспитательных домах. Результаты его работы доказали, что неблагоприятные депривационные условия во время первого года жизни ребёнка наносят непоправимый ущерб его психосоматическому развитию, в экстремальных случаях приводят к смерти ребенка. И наоборот — правильная организация окружающей среды является предпосылкой нормального развития и функционирования психики.
Также интерес представляют выявленные Шпицем различия в последствиях депривации, наблюдаемые у детей разного возраста: в случае, когда разлука с матерью происходит лишь на втором году жизни, можно в большей степени надеяться на обратимость изменений личности ребенка.
Фильм «Психогенные нарушения у младенцев» (Psychogenic Disease in Infancy)(1952), снятый Шпицем при обследовании депривированных детей, иллюстрировал катастрофические последствия лишения материнской любви и явился толчком к изменению правил содержания детей в домах малютки, приютах и больницах.
Большое внимание Рене Шпиц уделял изучению патологии объектных отношений мать—дитя: отвержение, сверхзаботливость, чередование баловства и враждебности, циклические смены настроения матери. Указал на прямую связь патогенного материнского поведения с психотическими расстройствами у младенцев, причем вредными являются как качественные факторы — неправильные отношения матери и ребенка, — так и количественные — недостаточные отношения. Шпиц составил этиологическую классификацию психогенных болезней младенчества и их связь с материнскими установками.
Рене Шпиц пытался понять, как младенец воспринимает человеческое лицо, выделить наиболее важные его части.
Для описания стадий созревания личности человека в раннем детстве предложил теорию «организаторов психики» — факторов, управляющих процессом перехода от прежнего уровня развития к следующему. Согласно этой теории, таких организаторов три, им соответствуют три видимых индикатора развития психики:
1. реакция ответной улыбки, которая появляется в трехмесячном возрасте;улыбка является индикатором того, что ребенок открыл для себя существование Я и не-Я и готов к установлению взаимоотношений;
2. тревожность восьмимесячных — «страх постороннего»; возникает способность отличать знакомых и близких людей, возрастает роль социально-психологического и эмоционального влияния окружающих на развитие личности ребенка;
3. возникновение отрицательного жеста и слова «нет»; это происходит, когда ребенку исполняется около полутора лет, и сигнализирует о начале сложной умственной работы, возможности заменить действие коммуникацией; все общие слова, которые ребенок использовал до 18 месяцев, были обращениями, выражали его потребности, а слово «нет» имеет характер описания, это элемент речи взрослого.

Эти три самые ранние стадии психологического развития имеют чрезвычайное значение. По словам Р.Шпица «они являются предчеловеческими ступенями на пути к очеловечиванию». Нарушение развития на любой из этих стадий выражается в использовании более ранних способов влияния на окружающих, препятствует установлению человеческих социальных отношений.
Хотя отдельные положения этой теории подвергались критике, она стала основой для дальнейших исследований наиболее сложного для изучения периода становления человеческой личности.
Шпица волновало ухудшение условий в современном обществе, необходимых для нормального развития ранних объектных отношений матери и ребенка, и в связи с этим он писал о необходимости создать превентивную социальную психиатрию.

## Основные публикации
- «Госпитализм — исследование генезиса психических заболеваний в раннем детстве» (1945)
- «Анализ депрессии. Психоаналитическое исследование ребенка» (1946)
- «Психогенные нарушения в младенчестве — попытка их этиологической классификации» (1952)
- «Возникновение первых отношений» (1954)
- «От младенца к маленькому ребенку» (1956)
- «Нет и да. О развитии человеческой коммуникации» (1957)
- «Теория генетического поля формирования Эго. Её значение для патологии» (1959)
- «Ответная улыбка» (1946, в соавт. с К. М. Вульф)
- «Первый год жизни. Психоаналитическое исследование нормального и отклоняющегося развития объектных отношений» (1965, в соавт. с У. Годфри Коблинер)